# Luciën Pinas
Lugene Siegfried (Luciën) Pinas, alias Pinto, Anne-Marie en Lupi, (Paramaribo, 30 september 1952 – aldaar, 4 april 2020) was een Surinaams journalist, radio- en televisiemaker en dichter.

## Biografie
Luciën Pinas was journalist en programmamaker voor zowel radio- als televisie-uitzendingen van de zender Apintie. Hij presenteerde onder meer het actualiteitenprogramma In de Branding en de nieuwsuitzending Tak Tori. Hij was sinds de jaren 1980 verboden aan Apintie. Daarnaast schreef hij gedichten en bracht drie bundels uit.
Luciën Pinas overleed plotseling op 4 april 2020. In de week van zijn overlijden hield hij nog enkele interviews. Hij is 67 jaar oud geworden en werd begraven te Rene's Hof aan de Waakhuijzenlaan.
- Digitale Bibliotheek voor de Nederlandse Letteren: pina003